# Зеда-Тмогви (церковь)
Зеда-Тмогви (груз. ზედა თმოგვი) — средневековая православная церковь на юге Грузии, в историческом регионе Джавахетия (в настоящее время в составе Аспиндзского муниципалитета). Сохранившееся здание представляет собой трехнефную базилику, построенную во времена правления Баграта IV (1027—1072) на месте более ранней церкви. На фасадах храма несколько грузинских надписей, в которых упоминаются исторические личности того времени. В 2007 году церковь была включена в список недвижимых культурных памятников национального значения Грузии.

## Расположение
Церковь Зеда-Тмогви, то есть «верхний Тмогви», расположена на высоком горном плато между крепостью Тмогви и пещерным комплексом Вардзиа, примерно в 3 км к северу от последнего. Церковь Зеда-Тмогви стоит посреди одноимённого селения, которое было покинуто после депортации турок-месхетинцев в 1944 году. Окрестности не были археологически изучены. Случайные находки включают фрагменты полированной керамики бронзового века и отщепы обсидиана. Поблизости есть также несколько подземных каменных келий. Сам топоним Зеда-Тмогви впервые упоминается в османском фискальном документе, датированном 1595 годом, и в грузинской летописи XVIII века, касающейся событий 1576 года в Самцхе.

## Описание

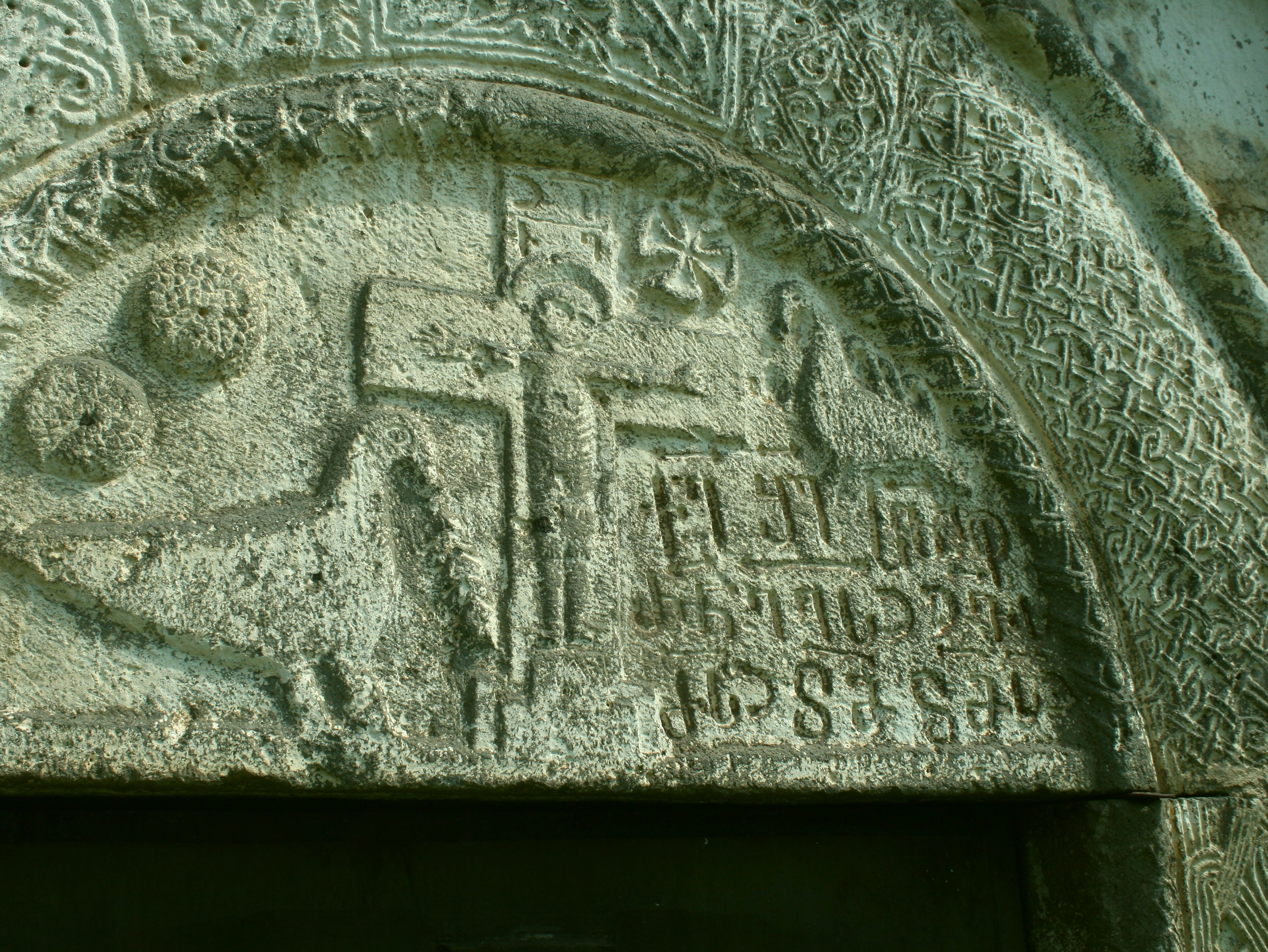
Зеда-Тмогви. Орнамент и надпись на южном фасаде.

Церковь Зеда-Тмогви была построена в последней четверти XI века, но, по всей видимости, с тех пор была реконструирована. Это трёхнефная базилика, построенная из аккуратно обтёсанных серых базальтовых блоков и крытая каменными плитами. Центральный неф выше и больше боковых, от которых он отделён с обеих сторон трёхчастной аркадой, опирающейся на пару колонн. Северная стена включает в себя более старую конструкцию — южную стену маленькой зальной церкви 8-9 века с входным дверным проемом. Южный фасад имеет портал, обрамлённый прямоугольным наличником и украшенный декоративной каменной кладкой и надписями. На восточном фасаде две изогнутые ниши и три окна с декоративными рамами.
Церковь содержит не менее девяти надписей, выполненных в средневековом грузинском письме асомтаврули . Одна из них, размещённая на южном портале, превозносит короля Баграта и его мать Мариам. Две другие надписи посвящены Парсману, эриставту-эристави, видному дворянину времён правления Баграта, и Георгию «Абхазу», вероятно, сыну Баграта Георгию II.